# حبیب‌الله ملک‌زاده آملی
حبیب‌الله ملک‌زاده آملی سیاست‌مدار ایرانی بود، که در  بیست و یکم ، بیست و دوم  بعنوان نماینده آمل از استان مازندران در مجلس شورای ملی حضور داشت.